# Ольшанка-Первая
Ольшанка-Первая — село в Губкинском городском округе Белгородской области России. Входит в состав Уколовской территориальной администрации.

## География
Находится в северной части Белгородской области, в лесостепной зоне, в пределах юго-западных склонов Среднерусской возвышенности, на левом берегу реки Масловки, к югу от автодороги 14Н-333, на расстоянии примерно 25 километров (по прямой) к юго-западу от города Губкина, административного центра округа. Абсолютная высота — 245 метров над уровнем моря.

### Климат
Климат характеризуется как умеренно континентальный, с холодной зимой, тёплым летом и хорошо выраженными переходными сезонами. Среднегодовая температура воздуха — 6 °C. Средняя температура воздуха самого холодного месяца (января) — −8,5 °C (абсолютный минимум — −36 °C); самого тёплого месяца (июля) — 20,3 °C (абсолютный максимум — 41 °С). Длительность периода с положительными температурами выше 10 °С составляет 156 дней. Годовое количество атмосферных осадков — 528 мм, из которых 343 мм выпадает в тёплый период.

### Часовой пояс
Село Ольшанка-Первая как и вся Белгородская область, находится в часовой зоне МСК (московское время). Смещение применяемого времени относительно UTC составляет +3:00.

## Население
| 2002 | 2010 | 2011 | 2013 | 2015 | 2016 |
| ---- | ---- | ---- | ---- | ---- | ---- |
| 33   | ↘18  | →18  | ↗23  | ↘21  | ↗26  |

### Половой состав
По данным Всероссийской переписи населения 2010 года в гендерной структуре населения мужчины составляли 44,4 %, женщины — соответственно 55,6 %.

### Национальный состав
Согласно результатам переписи 2002 года, в национальной структуре населения русские составляли 97 %.